# Островной (городской округ)
ЗАТО го́род Островно́й — административно-территориальная единица в Мурманской области России. В его границах образован одноимённый городской округ.
Административный центр — город Островной.

## Описание
Муниципальное образование ЗАТО город Островной образовано законом Мурманской области от 2 декабря 2004 года.
Городской округ состоит из двух крупных микрорайонов-анклавов, расположенных в 3,5 км друг от друга и связанных между собой морским путём и регулярным внутригородским автобусным сообщением, и нескольких более мелких. Первый из них (город Островной и ряд сёл) находится на берегу Святоносского залива (включая полуостров Святой Нос) и расположенных в нём островах. Второй — к востоку — на берегу Лумбовского залива и прилегающих островах и мысах.
С остальной областью муниципальное образование связано только морским сообщением, в аренде у ЗАТО находится теплоход «Клавдия Еланская», с помощью которого осуществляется пассажироперевозка, доставка грузов и продовольствия.
Расстояние от административного центра округа до Мурманска составляет 360 километров. На юге, севере и западе граничит с муниципальным образованием сельское поселение Ловозеро Ловозерского района.

## Население
| 2002  | 2009  | 2010  | 2012  | 2013  | 2014  | 2015  |
| ----- | ----- | ----- | ----- | ----- | ----- | ----- |
| 5132  | ↘4190 | ↘2222 | ↘2128 | ↘2124 | ↘2086 | ↗2109 |
| 2016  | 2017  | 2018  | 2019  | 2020  | 2021  | 2023  |
| ↘2008 | ↘1924 | ↘1890 | ↘1842 | ↘1731 | ↘1508 | ↘1432 |

Численность населения, проживающего на территории городского округа, по данным Всероссийской переписи населения 2010 года составляет 2222 человека, из них 1166 мужчин (52,5 %) и 1056 женщин (47,5 %).

### Национальный состав
По переписи населения 2010 года из населения муниципального образования 73,8 % составляют русские, 12,7 % — украинцы, 1,7 % — белорусы, 1,5 % — татары, а также 10,4 % других национальностей. Значительна доля саамского населения.
По итогам переписи населения 2020 года проживали следующие национальности (национальности менее 0,1 % и другое, см. в сноске к строке «Другие»):
| Национальность | Численность, чел. | Доля     |
| -------------- | ----------------- | -------- |
| Русские        | 1212              | 80,37 %  |
| Украинцы       | 88                | 5,84 %   |
| Ногайцы        | 51                | 3,38 %   |
| Саамы          | 27                | 1,79 %   |
| Азербайджанцы  | 10                | 0,66 %   |
| Башкиры        | 8                 | 0,53 %   |
| Белорусы       | 8                 | 0,53 %   |
| Молдаване      | 7                 | 0,46 %   |
| Татары         | 7                 | 0,46 %   |
| Казахи         | 6                 | 0,40 %   |
| Мордва         | 5                 | 0,33 %   |
| Узбеки         | 5                 | 0,33 %   |
| Марийцы        | 4                 | 0,27 %   |
| Турки          | 4                 | 0,27 %   |
| Лезгины        | 3                 | 0,20 %   |
| Армяне         | 3                 | 0,20 %   |
| Чуваши         | 2                 | 0,13 %   |
| Немцы          | 2                 | 0,13 %   |
| Киргизы        | 2                 | 0,13 %   |
| Другие         | 54                | 3,59 %   |
| Итого          | 1508              | 100,00 % |

## Состав городского округа
| № | Населённый пункт      | Тип населённого пункта        | Население |
| - | --------------------- | ----------------------------- | --------- |
| 1 | Корабельное           | населённый пункт              | ↘10       |
| 2 | Лумбовка              | населённый пункт              | ↘11       |
| 3 | Маяк Городецкий       | населённый пункт              | ↘6        |
| 4 | Мыс Чёрный            | населённый пункт              | ↘8        |
| 5 | Островной             | город, административный центр | ↘1412     |
| 6 | Святой Нос            | населённый пункт              | ↘7        |
| 7 | Терско-Орловский Маяк | населённый пункт              | ↘9        |

### Упразднённые населённые пункты
В 2013 году в связи с отсутствием проживающего населения был упразднён населённый пункт Дроздовка.

## Экономика
Предприятий обрабатывающей, добывающей и сельскохозяйственной промышленности на территории округа нет. Основой экономики являются бюджетные организации, муниципальные унитарные и частные предприятия, объекты Минобороны России и ОФ № 2 ФГУП «СевРАО» Росатом. Среди муниципальных предприятий: управление городского хозяйства, центральная городская больница, МУП Тепловых сетей, «Контакт», «Горэлектросеть», «Инфо-Спутник» (спутниковая связь и СМИ округа), «Надежда» (торговая деятельность), МЦГА № 23 — торговля медицинскими товарами и изготовление лекарственных препаратов.
В связи с постоянным сокращением объектов Министерства Обороны, численность населения и количество трудоспособного населения постоянно сокращается. С 2001 по 2010 год население округа упало с 10 до 4,6 тыс. человек. С 2007 года рассматривается возможность снятия с муниципального образования статуса ЗАТО. Также выдвигалось предложение о поэтапном переселении жителей Островного в один район, с последующей реорганизацией муниципальных предприятий и учреждений.
Среднемесячная номинальная начисленная заработная плата в 2006 году составила 15,8 тыс. рублей. На 2006 год по округу было зарегистрировано 78 безработных.

## Галерея

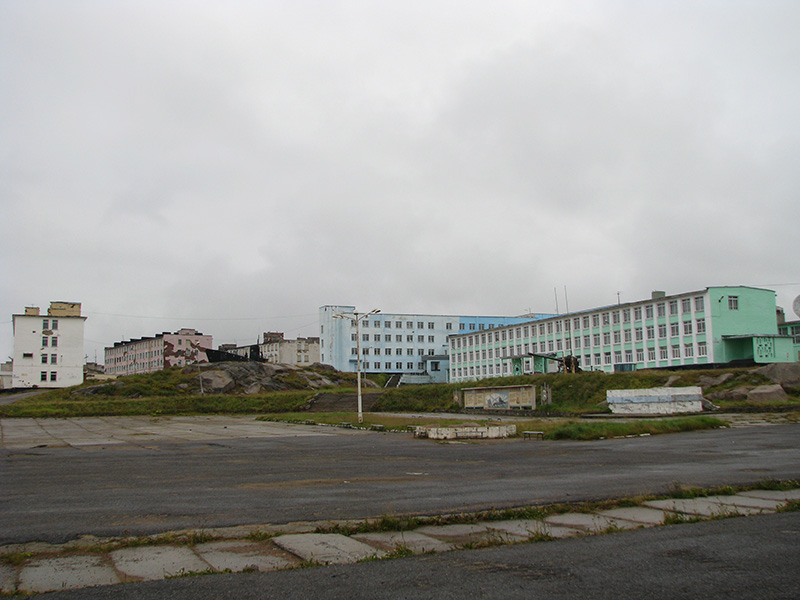
Островной Городская площадь
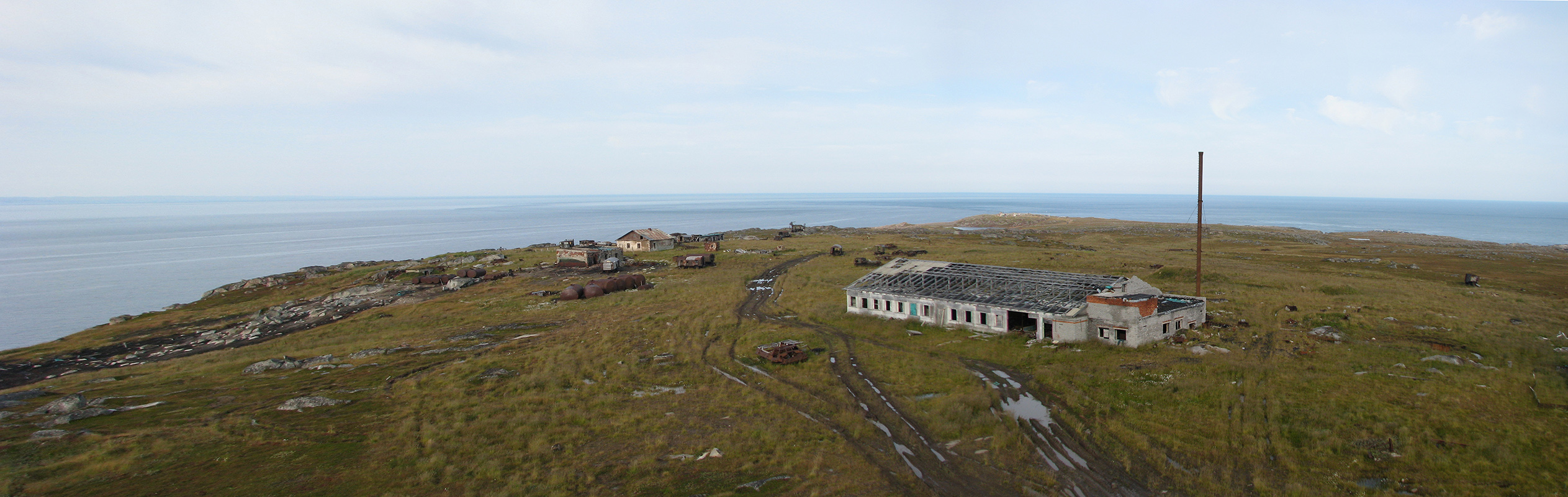
Святой Нос Вид с маяка
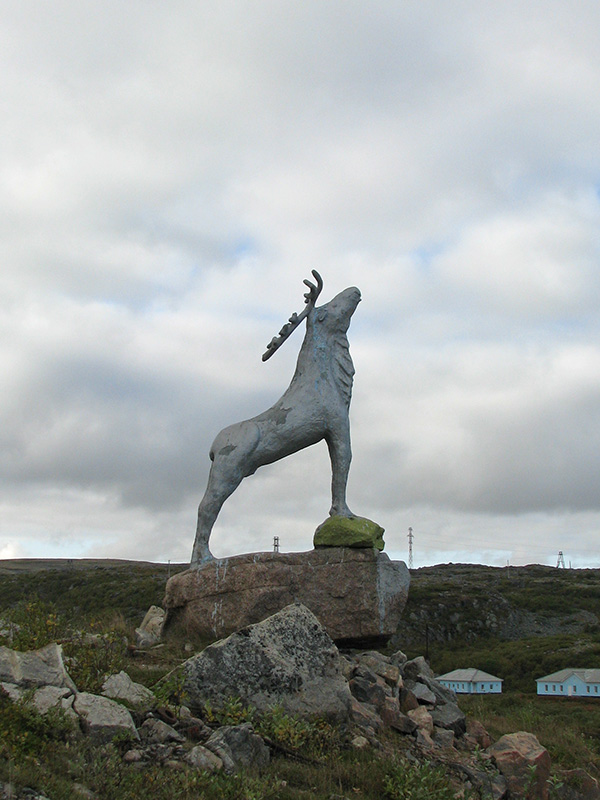
Островной Символ Островного